# Football Club Rapid Mansfeldia Hamm Benfica
Il Football Club Rapid Mansfeldia Hamm Benfica, meglio noto come R.M. Hamm Benfica, è una società calcistica lussemburghese con sede ad Hamm, quartiere della città di Lussemburgo. Milita in Éirepromotioun, la seconda divisione del campionato lussemburghese di calcio.

## Storia
Il club venne fondato il 26 marzo 2004 dalla fusione del F.C. Hamm 37 e del Rapid Mansfeldia 86 Luxembourg con il nome di Football Club Rapid Mansfeldia Hamm. L'F.C. Hamm 37 era stato fondato nel 1937, mentre il Rapid Mansfeldia 86 Luxembourg era frutto di una precedente fusione, avvenuta nel 1986, tra il Rapid Neudorf e il Mansfeldia Clausen.
Il nuovo club venne iscritto in Éirepromotioun, la seconda serie nazionale, grazie al titolo sportivo dell'Hamm 37. Nel 2006 il club cambiò denominazione in Football Club Rapid Mansfeldia Hamm Benfica. La squadra vinse il campionato di Éirepromotioun nella stagione 2006-2007, venendo promossa in Division Nationale, la massima serie lussemburghese. Mantenne la categoria per sette stagioni consecutive, retrocedendo al termine della stagione 2013-2014, dopo aver perso lo spareggio promozione/retrocessione contro il Mondorf. Rimase in seconda serie per una sola stagione, tornando in Division Nationale per la stagione 2015-2016.

## Palmarès

### Competizioni nazionali
- Éirepromotioun: 2

2006-2007, 2013-2014

## Organico

### Rose delle stagioni precedenti
- 2008-2009